# Apache Cayenne
Apache Cayenne é um framework de persistência open source licenciado pela empresa Apache e desenvolvido para a linguagem Java que providencia basicamente mapeamento objeto-relacional e a utilização de serviços remotos.
O Cayenne possibilita interligar diretamente objetos Java a um ou mais esquemas de banco de dados e realizar o gerenciamento de commits e rollbacks, geranção de SQL, fazer joins e muito mais. Algumas das vantagens são que é possível persistir objetos Java fora dos clientes, utilizando Web Services e não existe a necessidade da utilização de anotações ou configurações complexas pois o mapeamento pode ser realizado de forma simples e rápida utilizando uma ferramenta gráfica (CayenneModeler).
Este Framework foi projetado para utilização de forma simples e fácil sem que prejudique a flexibilidade ou o design de projetos. Sendo assim é possível realizar engenharia reversa e geração de banco de dados dentre outras funcionalidade que podem ser controladas utilizando o CayenneModeler que é uma ferramenta gráfica e funcional.
Existem também diversas funcionalidades que são suportadas tais como caching, auto detecção do banco de dados, persistência de objetos genéricos, herança e  sintaxe de busca de objetos. Outros fatos importantes são que o Cayenne pode ser escalado, é totalmente aberto, possui um histórico de sucesso quanto ao funcionamento em ambientes com grandes volumes de dados e possui uma comunidade muito ativa.

## História
O desenvolvimento do Cayenne começou como um projeto da empresa Objectstyle e foi lançado sobre a licença Apache em julho de 2002. Em 2006 o projeto migrou para a Apache Software Foundation e passou a ser um projeto de alto nível da Apache.
Marcos notáveis na história de Cayenne incluem o lançamento do Apache Cayenne 3.0 em maio de 2010 e o lançamento do Apache Cayenne 3.1 no outono de 2014.

## Cayenne Modeler
O Framework é distribuído juntamente com uma ferramenta gráfica de mapeamento que suporta engenharia reversa de esquemas, mapeamento e geração de código Java para objetos persistidos.
Classes Java persistidas são geradas e sincronizadas com o mapeamento utilizando o Modelador (Modeler) ou de forma alternativa utilizando o Maven ou Ant. Um esquema de banco de dados pode ser gerado utilizando a ferramenta gráfica ou com a simples utilização das APIs.